# Televisión en Siria
La televisión en Siria fue establecida en 1960, cuando el país, junto con Egipto formaban parte de la República Árabe Unida. Los canales sirios son administrados por la Organización General de Radio y Televisión (ORTAS), organismo adscrito al Ministerio de Información. Tiene un personal de 4,800; empleados de gobierno y trabajadores autónomos.

## Historia
La televisión transmitió en blanco y negro hasta 1976. En 1985, se estableció un segundo canal de televisión, y en 1995, el estado rento un canal a Arabsat, empezando a transmitir ocho horas diarias de programación en 1996.

## Canales

### Satelitales
- Organización General de Radio y Televisión
  - Siria TV
  - Drama TV de Siria
  - Education TV (Siria)
  - Canal Sirio de Noticias
  - Noor al-Sham
- Massaya TV
- Siria TV
- Aleppo Today
- Rojava TV
- Ronahî TV